# Sangaris albida
Sangaris albida är en skalbaggsart som beskrevs av Monné 1993. Sangaris albida ingår i släktet Sangaris och familjen långhorningar. Inga underarter finns listade i Catalogue of Life.